# Hemerin
Hemerin (responsivni protein 2 receptora retinoinske kiseline (RARRES2), tazarotenom-indukovani gen 2 (TIG2), RAR-responsivni protein TIG2) je protein koji je kod čoveka kodiran RARRES2 genom.

## Funkcija
Biološki efekti retinoida, kao što je potentna inhibicija rasta i diferencijacije ćelija, se koriste u lečenju hiperproliferativnih dermatoloških oboljenja. Ti efekti su posredovani specifičnim nuklearnim receptorima koji su članovi familije steroidnih i tiroidnih hormonskih receptora, transkripcionih regulatora. RARRES1, RARRES2 (ovaj gen), i RARRES3 su geni čije izražavanje je povišava sintetički retinoid tazaroten.
Hemerin je hemoatraktant koji deluje kao ligand za G protein-spregnuti receptor CMKLR1 (ChemR23). Hemerin 14 kDa protein koji se izlučuje u neaktivnom obliku kao prohemerin i aktivira se odsecanjem C-terminusa inflamatornim i koagulacionim serinskim proteazama.
Za hemerin je utvrđeno da stimuliše hemotaksu dendritskih ćelija i makrofaga ka mestu inflamacije.
Kod čoveka, hemerinska iRNK je visoko izražena u belom adipoznom tkivu, jetri i plućima, dok je njegov receptor, CMKLR1 predominantno izražen u imunskim ćelijama kao i adipoznom tkivu. Zbog njegove uloge u diferencijaciji adipocita i unosu glukoze, hemerin je klasifikovan kao adipokin.

## Literatura
- Nagpal S; Patel S; Jacobe H;  . (1997). „Tazarotene-induced gene 2 (TIG2), a novel retinoid-responsive gene in skin.”. J. Invest. Dermatol. 109 (1): 91—5. PMID 9204961. doi:10.1111/1523-1747.ep12276660.
- Yokoyama-Kobayashi M, Yamaguchi T, Sekine S, Kato S (1999). „Selection of cDNAs encoding putative type II membrane proteins on the cell surface from a human full-length cDNA bank.”. Gene. 228 (1-2): 161—7. PMID 10072769. doi:10.1016/S0378-1119(99)00004-9.
- Strausberg RL; Feingold EA; Grouse LH;  . (2003). „Generation and initial analysis of more than 15,000 full-length human and mouse cDNA sequences.”. Proc. Natl. Acad. Sci. U.S.A. 99 (26): 16899—903. PMC 139241 . PMID 12477932. doi:10.1073/pnas.242603899.
- Scherer SW; Cheung J; MacDonald JR;  . (2003). „Human chromosome 7: DNA sequence and biology.”. Science. 300 (5620): 767—72. PMC 2882961 . PMID 12690205. doi:10.1126/science.1083423.
- Hillier LW; Fulton RS; Fulton LA;  . (2003). „The DNA sequence of human chromosome 7.”. Nature. 424 (6945): 157—64. PMID 12853948. doi:10.1038/nature01782.
- Ota T; Suzuki Y; Nishikawa T;  . (2004). „Complete sequencing and characterization of 21,243 full-length human cDNAs.”. Nat. Genet. 36 (1): 40—5. PMID 14702039. doi:10.1038/ng1285.
- Gerhard DS; Wagner L; Feingold EA;  . (2004). „The status, quality, and expansion of the NIH full-length cDNA project: the Mammalian Gene Collection (MGC).”. Genome Res. 14 (10B): 2121—7. PMC 528928 . PMID 15489334. doi:10.1101/gr.2596504.
- Vermi W; Riboldi E; Wittamer V;  . (2005). „Role of ChemR23 in directing the migration of myeloid and plasmacytoid dendritic cells to lymphoid organs and inflamed skin.”. J. Exp. Med. 201 (4): 509—15. PMID 15728234. doi:10.1084/jem.20041310.
- Wittamer V; Bondue B; Guillabert A;  . (2005). „Neutrophil-mediated maturation of chemerin: a link between innate and adaptive immunity.”. J. Immunol. 175 (1): 487—93. PMID 15972683.